# チャールズ・ペダーセン
チャールズ・ジョン・ペダーセン（Charles John Pedersen、日本名：安井 良男〈やすい よしお〉、1904年10月3日 - 1989年10月26日）は、アメリカ合衆国の化学者。

## 来歴
1904年（光武8年、明治37年）、航海技師であるノルウェー人の父・ブレーデ・ペーデシェン（Brede Pedersen）と、朝鮮半島で豆や蚕の貿易に携わっていた福岡県出身の日本人の母・安井タキノの間に生まれる。出生地は大韓帝国の慶尚南道東萊郡で、これは父がこの頃、釜山税関に勤務していたことによる。
8歳まで朝鮮半島（1910年からは日本統治となる）で過ごした後に長崎県へ移り、10歳で神奈川県横浜市に転居しインターナショナルスクールのセント・ジョセフ・インターナショナル・カレッジで学んだ。
化学を学ぶため、1922年にアメリカ合衆国へ渡り、デイトン大学で学位を得た後、マサチューセッツ工科大学（MIT）で修士課程を修了した。
MITの教授らは大学に残り博士課程を修めるよう薦めたが、父に学資を負担させ続けるのを嫌ったペダーセンは実務の世界に移った。この決断の数十年後にペダーセンはノーベル化学賞を受賞することとなるが、こうした経緯から、ノーベル化学賞受賞者の中では珍しい博士号を持たない人物となった。
1927年、デュポン社で研究員として働き始め、65歳で退職するまで42年間にわたって同社に勤務した。この間、25の論文と65の特許を残した。
1967年に発表された2本の論文では、クラウンエーテルと命名されたリング状の分子が安定した構造を持つ金属イオンなど電荷を持ったイオンを捕らえる性質を持つことを明らかにした。この発見は超分子化学研究の礎を築き、この論文は今日では化学論文の中でも最も偉大な論文のひとつとみなされている。この発見の後にこの分野の研究を深めたドナルド・クラム、ジャン＝マリー・レーンとともに、1987年にノーベル化学賞を受賞した。
1983年に骨髄腫と診断され、この病のため体は急激に弱っていったが、1987年にはノーベル賞を受賞するため、病身に鞭打ちストックホルムまでの旅行を敢行した。ノーベル賞受賞の2年後、1989年に死去した。

## 備考
- ペダーセンの両親はノルウェー人と日本人であり、ノーベル化学賞を受賞した時の国籍はアメリカ合衆国だったが、ノーベル委員会のホームページでは受賞者を出生地で分類し、現在釜山を領している韓国の出身と表示される。
- ペダーセンによる化学賞の受賞は、日系アメリカ人としては初、アジア系アメリカ人、日本にルーツを持つ人物としてはいずれも2人目[2]に当たるものだった。